# Desiderio da Settignano

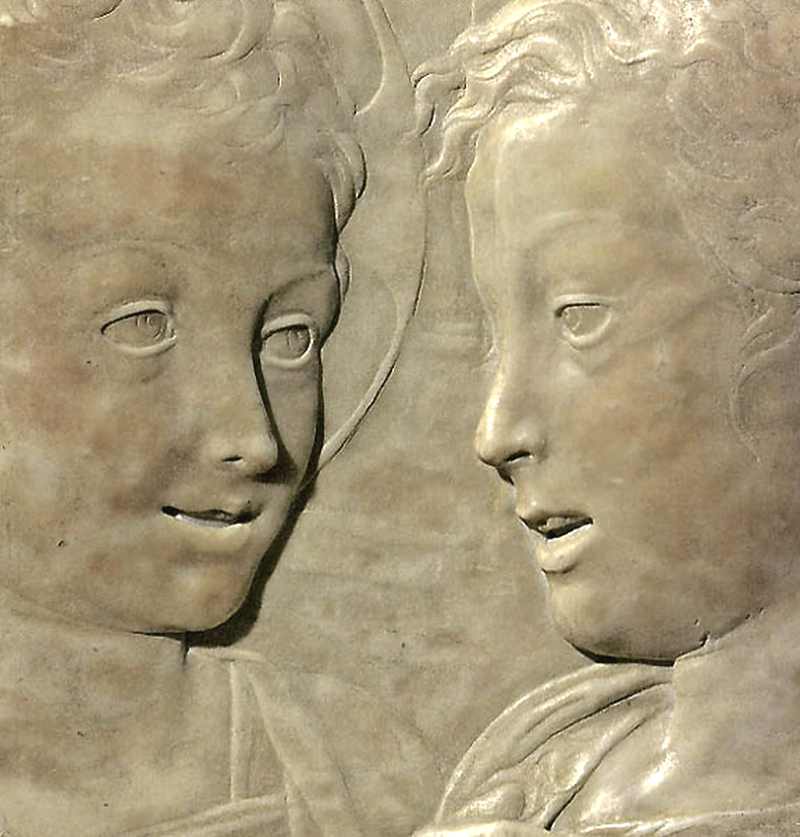
Jesús i Joan nens, detall del tondo Arconati-Visconti

Desiderio de Bartolommeo di Francesco, dit Desiderio da Settignano o Ferro (Settignano, c. 1430 - Florència, 1464), va ser un escultor italià de l'escola florentina del primer Renaixement.

## Biografia
Va nàixer al poble de Settignano, a la rodalia de Florència, d'on li ve el seu sobrenom, al si d'una família de pedrapiquers. Els seus germans, Francesco i Gerri, també van ser escultors. Va estudiar escultura al taller de Bernardo Rossellino, que el va influir molt. En contra d'allò que diu una llegenda fundada en la semblança d'algunes obres de Desiderio amb el rilievo schiacciato de Donatello, Desiderio mai no va ensinistrar-se sota el mestratge d'aquest artista (en aquesta època, Donatello era a Roma i a Pàdua). Al taller de Bernardo Rossellino, va relacionar-se amb el germà petit d'aquest, Antonio, i amb Mino da Fiesole.
La seua producció pot ser datada a partir de 1450, amb un fris de putti a la capella dei Pazzi (vers 1451); el monument de Carlo Marsuppini a la basílica de la Santa Creu, començat l'any 1453, en què va inscriure's a l''Arte dei Maestri di pietre e legnami; el bust de Marietta Strozzi, de 1455; la Maria Magdalena en fusta policromada per a l'església de la Santa Trinita i el tabernacle per a la capella del Sant Sagrament a la basílica de San Lorenzo, acabat l'any 1461.
És un representant de l'stil dolce, per la seua mestria en la talla del marbre.
Va morir l'any 1464, aproximadament als 34 anys.

## Obres
- Jesús i Joan nens en tondo[2] dit tondo Arconati-Visconti (donat al Museu del Louvre per la marquesa Arconati-Visconti).
- Altar del Sant Sagrament, San Lorenzo (1461).
- Sepulcre de Carlo Marsuppini, Santa Croce (a partir de 1453).
- Sant Jeroni al desert  Arxivat 2004-11-18 a Wayback Machine..